# Лагена (анатомия)

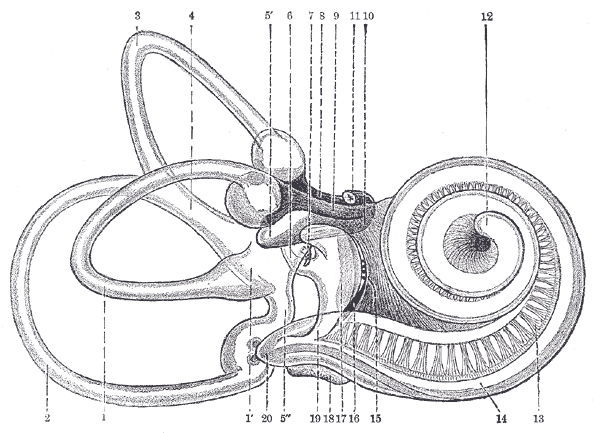
Лагена. № 12 на рисунке

Лаге́на (лат. lagena) — закрытый конец спирали улитки внутреннего уха. Термин чаще используется для описания гомологичных образований в улитке внутреннего уха у примитивных позвоночных и птиц.

## У рыб и амфибий
Лагена является частью вестибулярного аппарата рыб и амфибий. Она содержит отолиты. У рыб, лагена участвует в слухе и регистрации вертикально направленного линейного ускорения. У амфибий она выполняет только последнюю функцию.